# Feniks Island
Feniks Island (englisch; bulgarisch остров Феникс ostrow Feniks) ist eine felsige, in ost-westlicher Ausrichtung 230 m lange und 170 m breite Insel im Palmer-Archipel vor der Westküste der Antarktischen Halbinsel. Sie liegt 3,96 km nordwestlich des Bulnes Point, 1,27 km nördlich von Melanita Island und 5,8 km westlich des Romero Point vor Spert Island an der Südwestseite von Trinity Island.
Britische Wissenschaftler kartierten sie 1978. Die bulgarische Kommission für Antarktische Geographische Namen benannte sie 2018 nach dem Trawler Feniks, der von den 1970er bis in die frühen 1990er Jahre für den industriellen Fischfang in den Gewässern um Südgeorgien, den Kerguelen, den Südlichen Orkneyinseln, den Südlichen Shetlandinseln und an der Antarktischen Halbinsel im Einsatz war.